# Sadat Karim
Sadat Karim (sinh ngày 24 tháng 10 năm 1991) là một cầu thủ bóng đá người Ghana thi đấu ở vị trí tiền đạo cho Landskrona BoIS.